# Metricatie

Landen naar datum van metricatie van 1795 tot 1998

Metricatie is het proces waarin het traditionele eenhedenstelsel van een land wordt vervangen door het metrieke stelsel, vanaf 1960 het SI-stelsel (Internationale Stelsel van Eenheden, een specifieke vorm van het metrieke stelsel).

## Geschiedenis
Er waren drie vernieuwingen:
- Geen regionale verschillen - overal worden dezelfde eenheden gebruikt.
- Decimale indeling - voorheen waren er acht drachma's in een ons, drie voeten in een el. Bij de metricatie is elke eenheid tien keer zo groot als de kleinere eenheid.
- Uniforme naamgeving met voorvoegsels - in plaats van de willekeurige namen als mijl, el, voet, duim werken we met meter, centimeter, hektometer, kilometer. Dezelfde voorvoegsels kunnen ook voor andere eenheden worden gebruikt.

In de Franse revolutie was ook de tijd decimaal ingedeeld. Een dag was verdeeld in tien uren en een uur in honderd minuten. Hierbij werden niet de gestandaardiseerde voorvoegsels gebruikt - ze zouden decidag en millidag moeten zijn. Deze dagindeling is geen blijvertje geweest.
In de tijd daarna zijn er meer voorvoegsels toegevoegd. Dit ging niet steeds volgens de regels. Zo kreeg een duizendste millimeter een nieuwe naam - micron - met het symbool μ. Ook millimillimeter kwam voor. Later werd beslist dat deze eenheid de consequente naam micrometer zou krijgen met het symbool μm. Dit maakte ook eenheden als microgram en microvolt mogelijk.
Soms werden nog de traditionele benamingen gebruikt. Afstanden werden vanouds in mijlen gemeten. Er waren veel verschillende mijlen: de zeemijl, de Duitse mijl en nog meer. De nieuwe eenheid kilometer was ook een mijl - een metrieke mijl. In oudere literatuur komt men dan ook weleens het woord mijl tegen, waarmee dan een kilometer wordt bedoeld. De benamingen pond en ons worden tot heden gebruikt, maar de waarden zijn thans aangepast aan het metrieke stelsel: precies 500 g en 100 g.

### Ontwerp en eerste invoering
Tot eind 18e eeuw bezat elke stad een eigen systeem van standaardmaten, vastgesteld door de magistraat. Dit bemoeilijkte tussenstedelijke en tussenlandelijke handel en wetenschap ernstig. Al in de 16e en 17e eeuw ijverden wetenschappers als Simon Stevin, Christiaan Huygens en John Wilkins voor algemene maten die iedereen zou aanhouden ter verduidelijking van onderlinge communicatie.

Oorspronkelijke definitie van de meter.

Het metrieke stelsel werd ontworpen in de periode 1790-1798 door een commissie van wis- en natuurkundigen, in opdracht van de Franse revolutionaire regering. Met het decreet van 18 germinal An III (7 april 1795) werd het metrieke stelsel ingevoerd in de Franse Republiek (waarbij ook de voormalige Oostenrijkse Nederlanden waren ingelijfd), maar het maakte dit systeem nog niet verplicht. In het van 1794 tot 1814 Franse Maastricht werden metrieke inhoudsmaten bijvoorbeeld pas in 1811 verplicht gesteld.
In 1798 werd de Bataafse Republiek, samen met geallieerde en neutrale staten, uitgenodigd door de Franse regering om mee te helpen aan het standaardiseren van de nieuwe meeteenheden. De invoering ervan stuitte echter op veel problemen bij de praktische toepassing; de standaardmeter (le mètre des Archives) werd pas in 1799 vervaardigd, en zolang alle lokale gebruikelijke lengtematen niet overgezet waren naar de nieuwe eenheid, bleef er chaos onder de burgers bestaan. Om hieraan tegemoet te komen, richtte het Franse bestuur commissies op die overzettabellen opstelde. De tabellen waarin de lokale en provinciale maten in Nederland werden omgerekend naar het metrieke stelsel, werden vervaardigd door Jean Henri van Swinden. Deze omzettingstabellen werden begin 19e eeuw druk gebruikt. De nederlaag van Napoleon in de Slag bij Waterloo in 1815 zette het hele systeem op de helling; het stelsel had een 'revolutionair' stempel, dat de vijanden van Napoleon verachtten.

### Tweede invoering
Bij de IJkwet van 21 augustus 1816 werd het metrieke stelsel (het eenvormig stelsel van maten en gewigten) vanaf 1820 verplicht in het toenmalige Verenigd Koninkrijk der Nederlanden (dat het huidige Nederland, België en het Groothertogdom Luxemburg omvatte). Eigenlijk was het een herinvoering. Naast de verandering van maten en gewichten werd ook de gulden onder handen genomen: deze werd op advies van Jean Henri van Swinden onderverdeeld in 100 centen. Koning Willem I zag vooral het economische voordeel in van betere, uniforme maten en gewichten en trok zich van de revolutionaire oorsprong ervan niets aan. De feitelijke invoering nam lang in beslag en pas in de jaren zeventig van de twintigste eeuw, toen het gebruik van oude maten in de markt en detailhandel bestraft werd, was de algehele doorvoering van het metrieke stelsel voltooid.
Toen België zich in 1830 afscheidde van het Verenigd Koninkrijk der Nederlanden, werd het stelsel bevestigd met de wet van 11 juni 1836, die werd bevestigd door de zogenaamde "IJkwet" van 1 oktober 1855.
Hoewel Frankrijk aan de oorsprong lag van het metrieke stelsel, werd het daar pas in 1837 gedurende de Julimonarchie officieel verplicht. Enkele andere landen volgden spoedig: Piëmont (1 januari 1850), Duitsland (1868), Oostenrijk (1871) en Hongarije (1874).

### Wereldwijde standaardisering en verbreiding

Logo van het BIPM

In 1872 werd in Parijs een internationale vergadering gehouden om de Franse standaarden van het metrieke stelsel te internationaliseren. Deze voorbereidende vergadering werd in 1875 gevolgd door de Internationale Diplomatieke Meterconferentie.
De Meterconventie (Convention du Mètre), waarbij het Bureau International des Poids et Mesures (BIPM) werd opgericht, werd op 20 mei 1875 aanvaard door een groot aantal landen: Argentinië, België, Brazilië, Denemarken, Duitsland, Frankrijk, Italië, Noorwegen, Oostenrijk-Hongarije, Peru, Rusland, Spanje, het Ottomaanse Rijk, Venezuela, de Verenigde Staten, Zweden en Zwitserland. Nederland weigerde, maar sloot zich in 1929 toch aan.
Daarna voerde het ene na het andere land het metrieke stelsel in, waaronder Roemenië (1883), Japan (1885 [facultatief] / 1921 [exclusief]), Bulgarije (1888), Rusland (1918), Polen (1919), Joegoslavië (1919), Letland (1920), Litouwen (1920), India (1947) en China (1958).

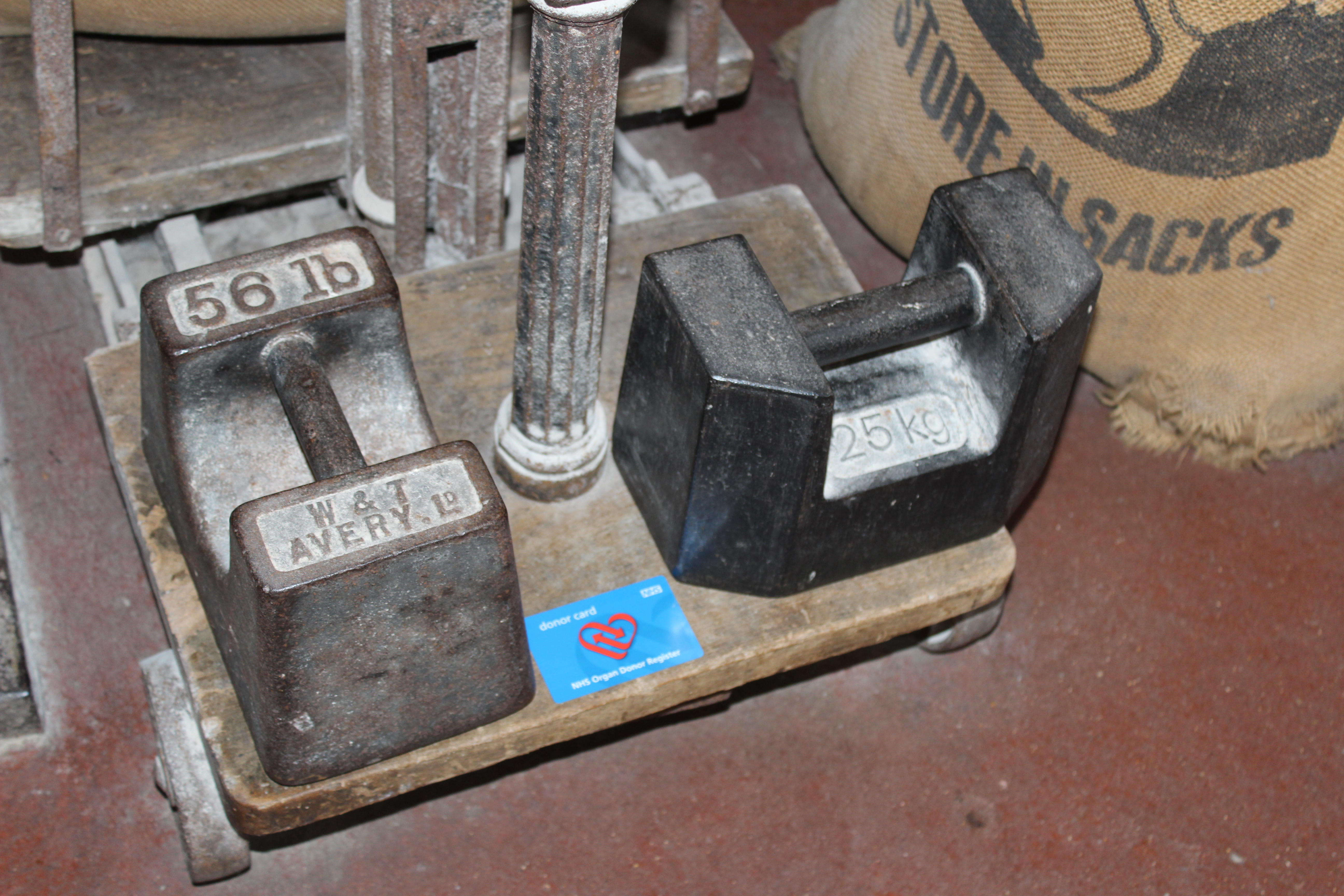
Een gewicht van 56 pond (25,35 kg) naast een gewicht van 25 kg in een korenmolen.

Groot-Brittannië en het Gemenebest vormden een buitenbeentje. Driemaal probeerde men tevergeefs de Imperial Yard te vervangen door het metrieke stelsel, namelijk in 1862, 1904 en 1911. Uiteindelijk kon de regering in 1965 toch de wet doordrukken, waarbij in 1975 het metrieke stelsel werd ingevoerd in Groot-Brittannië (enkele gevallen uitgezonderd), Ierland, Canada, Zuid-Afrika, Australië en Nieuw-Zeeland.
Nog geruime tijd werden er afwijkende maten in de farmacie toegelaten in België en Nederland. Deze medicinale maten werden in Nederland tot 1870 gebruikt: het medicinaal pond van 375 gram was onderverdeeld in oncen, drachmen, scrupels en greinen. Dit gebruik werd in België afgeschaft met de wet van 31 mei 1885.
Op 11 oktober 1960 werd het Internationale Stelsel van Eenheden (SI-stelsel) aangenomen. Sindsdien wordt dit gebruikt als internationale metrieke standaard. Het metrieke stelsel werd hierna bijna overal ingevoerd. Alleen in Liberia, Myanmar en de Verenigde Staten wordt het metrische systeem nog steeds niet als wettelijke standaard erkend.
In de VS wordt nog steeds het imperiale systeem gehanteerd, met onder andere mijlen, voeten, yards en inches. Dit leidt er soms tot problemen. Voor veel specialistische apparatuur die men daar uit het buitenland betrekt en die wel metrisch is, moet men een apart stel werktuigen, sleutels, moeren enz. bij de hand hebben. In 1983 kwam een vliegtuig van Air Canada tijdens de vlucht zonder brandstof te zitten door hantering van het verkeerde systeem bij controle van de hoeveelheid kerosine. In 1999 is een ruimtesonde, de Mars Climate Orbiter, verloren gegaan doordat de software voor het ene stelsel geschreven was en de beoogde hoogte waar de satelliet naartoe gestuurd werd in het andere stelsel ingetypt werd.

## Stand van zaken

Landen naar huidige status van metricatie:
Voltooid
Bijna voltooid
Gedeeltelijk voltooid
Beperkt ingevoerd

Het Système International d'unités (SI), het internationale systeem van eenheden, is het enige internationaal erkende standaard metrieke stelsel. Het SI is het enige eenhedensysteem dat in de wetenschap wordt gebruikt; verder is het wereldwijd het meest gehanteerde systeem in de handel en industrie.
De Verenigde Staten van Amerika zijn, naast Myanmar en Liberia, een van de drie landen die niet officieel het SI hebben aangenomen. In Myanmar en Liberia echter wordt het SI, naast traditionele eenheden, het meest gebruikt als eenhedenstelsel in het dagelijkse leven en in de handel. De Verenigde Staten zijn daarmee het enige land ter wereld dat zich verzet tegen het invoeren van standaard eenheden volgens het SI. Toch krijgen Amerikanen steeds meer met SI-eenheden te maken. Steeds meer producten worden verkocht in verpakkingen met metrische maten, waarbij de waarden van de SI-eenheden vermeld worden naast de USC-eenheden. Op bijvoorbeeld flessen mineraalwater, waarvan de inhoud feitelijk de metrische maat 500 mL bedraagt, staat dan 16,9 fl. oz (500 mL).
Het Verenigd Koninkrijk heeft officieel het SI aangenomen, maar staat nog steeds toe dat sommige niet-metrische eenheden in het dagelijks leven worden gebruikt.